# Covington County (Alabama)
Covington County je okres ve státě Alabama ve Spojených státech amerických. K roku 2010 zde žilo 37 765 obyvatel. Správním městem okresu je Andalusia. Celková rozloha okresu činí 2 704 km².